# 손이목
손이목(孫貳睦, 1949년 1월 5일 ~  )은 대한민국의 공무원 출신 정치인이다. 제16·17대 영천시장을 지냈다. 경상북도 영천군(現:영천시) 태생이다.

## 학력
- 영천중앙초등학교
- 영천중학교
- 대구고등학교(1964년 3월 ~ 1967년 2월)
- 영남대학교 화학공학과 (학사,1975년)

## 경력
- 1973년 6월 : 9급 공무원 (공직 입문)
- 경상북도 영천군(현.영천시) 금호읍 부읍장, 군의회 사무과장, 민방위 재무과장(1988년 8월)
- 경상북도 영천시청 회계·세무·총무과장(1999년 8월)
- 경상북도 영천시청 행정지원국장(1999년 9월 ~ 2000년 11월)
- 경상북도 영천시청 의회사무국장(2000년 12월 ~ 2002년 7월)
- 경상북도 영천시청 산업건설국장
- 2005년 5월 1일 ~ 2007년 6월 28일 제16·17대 경상북도 영천시장 (한나라당)
- 2007년 6월 28일 당선무효 (공직선거법위반혐의(벌금150만원), 정치자금법위반(벌금100만원))
- 2012년 2월 22일 뇌물수수 혐의로 법정 구속 (징역3년6월, 추징금5천만원)

## 수상
- 정부모범공무원
- 홍조근정훈장

## 역대 선거 결과
|  | 51.6% |

|  | 48.53% |